# Liste der Eisschnelllaufweltrekorde

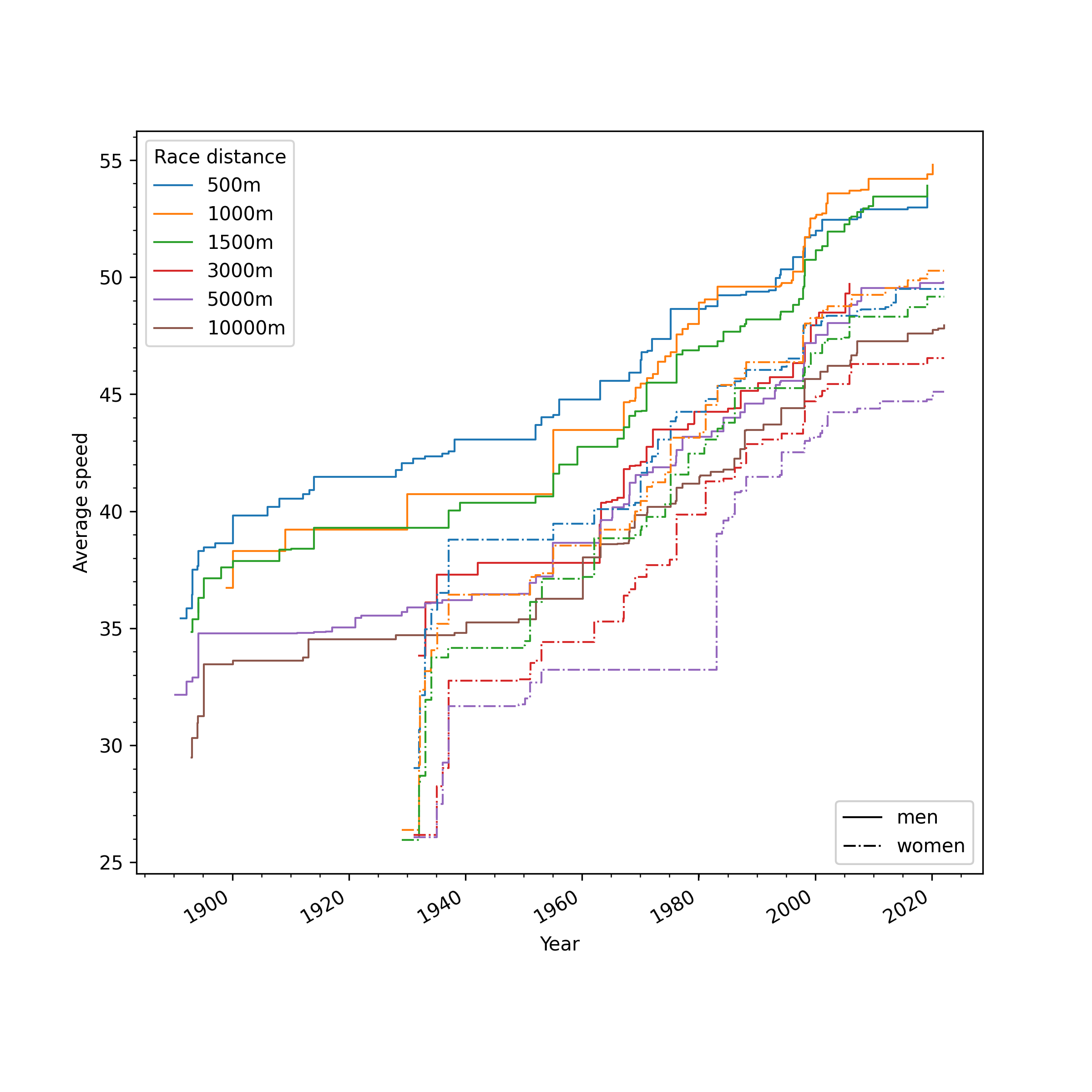
Entwicklungsverlauf der Rekorde bis 2012

Eisschnelllaufweltrekorde werden von der Internationalen Eislaufunion (ISU) erfasst.

## Weltrekorde Frauen
| Disziplin                                      | Sportler                                           | Zeit     | Datum                | Ort               | Bestand               |
| ---------------------------------------------- | -------------------------------------------------- | -------- | -------------------- | ----------------- | --------------------- |
| 0100 m – Verlauf                               | Jenny Wolf                                         | 0 10,21  | 7. März 2009         | Utah Olympic Oval | 16 Jahre und 165 Tage |
| 0500 m – Verlauf                               | Sang-Hwa Lee                                       | 0 36,36  | 16. November 2013    | Utah Olympic Oval | 11 Jahre und 276 Tage |
| 01000 m – Verlauf                              | Brittany Bowe                                      | 01:11,61 | 9. März 2019         | Utah Olympic Oval | 6 Jahre und 163 Tage  |
| 01500 m – Verlauf                              | Miho Takagi                                        | 01:49,84 | 10. März 2019        | Utah Olympic Oval | 6 Jahre und 162 Tage  |
| 03000 m – Verlauf                              | Martina Sáblíková                                  | 03:52,02 | 9. März 2019         | Utah Olympic Oval | 6 Jahre und 163 Tage  |
| 05000 m – Verlauf                              | Natalja Woronina                                   | 06:39,02 | 15. Februar 2020     | Utah Olympic Oval | 5 Jahre und 185 Tage  |
| 10.000 m – Verlauf                             | Martina Sáblíková                                  | 13:48,33 | 15. März 2007        | Olympic Oval      | 18 Jahre und 157 Tage |
| Teamsprint (3 Runden) – Verlauf                | NiederlandeLetitia de Jong Femke Kok Jutta Leerdam | 01:24,02 | 13. Februar 2020     | Utah Olympic Oval | 5 Jahre und 187 Tage  |
| Teamlauf (6 Runden) – Verlauf                  | JapanMiho Takagi Nana Takagi Ayano Satō            | 02:50,76 | 14. Februar 2020     | Utah Olympic Oval | 5 Jahre und 186 Tage  |
| Mehrkämpfe                                     | Sportler                                           | Punkte   | Datum                | Ort               | Bestand               |
| 2 × 500 m – Verlauf                            | Heather Richardson                                 | 074,190  | 28. Dezember 2013    | Utah Olympic Oval | 11 Jahre und 234 Tage |
| Sprint-MK (500, 1000, 500, 1000 m) – Verlauf   | Nao Kodaira                                        | 146,390  | 25.–26. Februar 2017 | Olympic Oval      | 8 Jahre und 174 Tage  |
| Mini-MK (500, 1500, 1000, 3000 m) – Verlauf    | Joy Beune                                          | 153,776  | 9.–10. März 2018     | Utah Olympic Oval | 7 Jahre und 162 Tage  |
| Kleiner MK (500, 3000, 1500, 5000 m) – Verlauf | Cindy Klassen                                      | 154,580  | 18.–19. März 2006    | Olympic Oval      | 19 Jahre und 153 Tage |

Nicht oder nicht mehr in internationalen Wettkämpfen ausgetragen.
Inoffizielle Bestleistung.
- Stand: 8. Dezember 2023[1]

Anmerkung zu den Mehrkampfdistanzen der Frauen
Von 1949 bis 1955 wurden Rekorde über die Streckenkombinationen 500, 3000, 1000 und 5000 Meter registriert. 1955 entschied die ISU, die Strecke von 5000 Metern für Frauenwettkämpfe nicht mehr zuzulassen. Der damalige wurde umgewandelt in die Streckenkombination 500, 1500, 1000 und 3000 Meter, den heutigen „Mini-Vierkampf“ der Frauen.
1982 wurde nach Wiederanerkennung der 5000-Meter-Strecke eine neue Streckenkombination für den „Kleinen Vierkampf“ mit den Teilstrecken 500, 3000, 1500 und 5000 Meter eingeführt.

## Weltrekorde Männer
| Disziplin                                       | Sportler                                                | Zeit     | Datum                | Ort                           | Bestand               |
| ----------------------------------------------- | ------------------------------------------------------- | -------- | -------------------- | ----------------------------- | --------------------- |
| 0100 m – Verlauf                                | Yuya Oikawa                                             | 0 9,40   | 7. März 2009         | Utah Olympic Oval             | 16 Jahre und 165 Tage |
| 0500 m – Verlauf                                | Pawel Kulischnikow                                      | 0 33,61  | 9. März 2019         | Utah Olympic Oval             | 6 Jahre und 163 Tage  |
| 01000 m – Verlauf                               | Pawel Kulischnikow                                      | 01:05,69 | 15. Februar 2020     | Utah Olympic Oval             | 5 Jahre und 185 Tage  |
| 01500 m – Verlauf                               | Kjeld Nuis                                              | 01:40,17 | 10. März 2019        | Utah Olympic Oval             | 6 Jahre und 162 Tage  |
| 03000 m – Verlauf                               | Eskil Ervik                                             | 03:37,28 | 5. November 2005     | Olympic Oval                  | 19 Jahre und 287 Tage |
| 05000 m – Verlauf                               | Nils van der Poel                                       | 06:01,56 | 3. Dezember 2021     | Utah Olympic Oval             | 3 Jahre und 259 Tage  |
| 10.000 m – Verlauf                              | Nils van der Poel                                       | 12:30,74 | 11. Februar 2022     | Nationale Eisschnelllaufhalle | 3 Jahre und 189 Tage  |
| Teamsprint (3 Runden) – Verlauf                 | KanadaLaurent Dubreuil Gilmore Junio Vincent Dehaître   | 01:17,31 | 1. Dezember 2017     | Olympic Oval                  | 7 Jahre und 261 Tage  |
| Teamverfolgung (8 Runden) – Verlauf             | Vereinigte StaatenEmery Lehman Joey Mantia Casey Dawson | 03:34,47 | 5. Dezember 2021     | Utah Olympic Oval             | 5 Jahre und 184 Tage  |
| Mehrkämpfe                                      | Sportler                                                | Punkte   | Datum                | Ort                           | Bestand               |
| 2 × 500 m – Verlauf                             | Jeremy Wotherspoon                                      | 068,310  | 15. März 2008        | Olympic Oval                  | 17 Jahre und 157 Tage |
| Sprint-MK (500, 1000, 500, 1000 m) – Verlauf    | Kai Verbij                                              | 136,065  | 25.–26. Februar 2017 | Olympic Oval                  | 8 Jahre und 174 Tage  |
| Mini-MK (500, 1500, 1000, 3000 m)               | Joel Eriksson                                           | 144,453  | 12.–13. Februar 2010 | Utah Olympic Oval             | 15 Jahre und 187 Tage |
| Kleiner MK (500, 3000, 1500, 5000 m) – Verlauf  | Erben Wennemars                                         | 146,365  | 12.–13. August 2005  | Olympic Oval                  | 20 Jahre und 6 Tage   |
| Großer MK (500, 5000, 1500, 10.000 m) – Verlauf | Patrick Roest                                           | 145,561  | 2.–3. März 2019      | Olympic Oval                  | 6 Jahre und 169 Tage  |

Nicht oder nicht mehr in internationalen Wettkämpfen ausgetragen.
Inoffizielle Bestleistung.
- Stand: 8. Dezember 2023[1]